# سلوو دالین دیالو
سلوو دالین دیالو (انگلیسی: Cellou Dalein Diallo؛ زادهٔ ۳ فوریهٔ ۱۹۵۲) سیاست‌مدار اهل گینه است. وی از ۹ دسامبر ۲۰۰۴ تا ۵ آوریل ۲۰۰۶ نخست‌وزیر گینه بود.